# Língua braj
Braj, Braj Bhāshā, também chamada Braji, Brij Bhasha or Braj Boli, é uma língua Hindi Ocidental da família das Línguas indo-arianas. Junto com a língua awadhi foi uma das línguas literárias predominantes do centro-norte da Índia antes da mudança para a língua hindustani literária no século XIX.

## Falantes
Braj é falado por pessoas na região vagamente definida como Braj (Braj Bhoomi) no norte da Índia e era um estado político na era das guerras de Mahabharata. De acordo com textos hindus antigos como o Bhagavata Purana, o Reino de Surasena é descrito como se espalhando por Braj (também conhecido como Brij, Vrija ou Vraja), onde a encarnação de Vishnu, Krishna nasceu e passou sua infância, de acordo com tal tradição. Esta região encontra-se na área dos distritos de  Agra - Matura - Hathras - Firozabad - Aligarh & Etawah - Mainpuri - área de Dibiyapur, e se estende até os arredores de Delhi. Na Índia moderna, essa área encontra-se principalmente no centro-oeste de Uttar Pradesh, nas extremidades orientais de Rojastão ou seja, Bharatpur e Dholpur e nas extremidades sul de Harianá. Regiões do norte de Madhya Pradesh, como Morena, também estão incluídas. Hoje, Braj Bhoomi pode ser visto como uma entidade cultural-geográfica ao invés de um estado próprio. Braj Bhasha é o vernáculo da região e está muito próximo do Awadhi, falado na região vizinha de Oude.
Grande parte da literatura hindi foi desenvolvida em braj no período medieval, e uma quantidade substancial de Bhakti ou poesia devocional está nessa língua. Alguns poemas devocionais para Krishna também são compostos em Braj. Braj é também a língua principal das composições da música clássica hindustani.
O poeta Hindavi Amir Khusrau (1253 - 1325) escreveu algumas de suas poesias em Braj Bhasha, assim como o escriba Sikh Bhai Gurdas (1551-1636). Canções e poemas folclóricos braj incluem Chhaap Tilak Sab Chheeni de Amir Khusrau, e a canção devocional Main Naahin Maakhan Khaayo de Surdas

### Distribuição
Braj Bhasha é principal e atualmente uma língua rural que, predomina na nebulosa região de Braj, centrada em Mathura e Agra em Uttar Pradesh  e em Bharatpur e Dholpur no Rajastão. É o idioma predominante no trecho central do Ganges-Yamuna Doab nos seguintes distritos:
- Hathras
- Matuura
- Agra
- Aligarh
- Firozabad
- Auraiya
- Etah
- Mainpuri
- Etawah
- Bulandshahr
- Noida
- Farrukhabad
- Kasganj
- Badaun
- Morena
- Gwalior

Seus falantes se estendem através do Ganges até os distritos não-Doabi de Badaun e Bareilly, indo até o sopé de Nainital em Udham Singh Nagar em Uttarakhand.
Além de Uttar Pradesh, o braj é falado nas áreas limítrofes do Rajastão, principalmente nos seguintes distritos:
- Bharatpur
- Dhaulpur do distrito de Karauli, de onde se funde em línguas do Rajastão.

Também é falado nas áreas ocidentais de Uttar Pradesh, principalmente no distrito de Mathura e nas áreas orientais dos distritosde Palwal e Noida.
Em Madhya Pradesh, é falado nos distritos de Bhind, Morena, Gwalior e Shivpuri.
É falado em várias aldeias de Mathura, especialmente em Vrindavan, Madhuvan, Kaman, Uttar Pradesh; Kosi Kalan, Chhata, Baldeo e todas as outras aldeias pertencem à área de Braj com Bajna, Índia (Bajna, Surir, Bhidauni)

## Escrita
A língua Braja usa a escrita Devanagari.

## Literatura
A maior parte da literatura Braj é de natureza mística, relacionada à união espiritual das pessoas com Deus, porque quase todos os poetas Braj Bhasha eram considerados santos realizados por Deus e suas palavras são, portanto, consideradas como emanando diretamente de uma fonte divina.
Grande parte da literatura tradicional do norte da Índia compartilha dessa característica. Toda a literatura tradicional do Punjabi é escrita de forma semelhante por santos e é de natureza metafísica e filosófica. Outra característica peculiar da literatura do norte da Índia é que a literatura é escrita principalmente de um ponto de vista feminino, até mesmo por poetas homens. Isso ocorre porque os santos estavam em um estado de amor espiritual transcendental, onde eram metaforicamente mulheres se reunindo com sua amada. (Em sua inversão dos gêneros convencionais de adorador e adorador, Maulana Da'ud's [[Chandayan afasta-se desta tradição.)
Obras importantes em Braj Bhasha são: *  Yugala Shataka  por Swami Sri Sribhatta Devacarya; conhecido como o primeiro livro 'Vani' em Vraja Bhasha composto no século XIV como parte da tradição de Nimbarka Sampradaya de Radha adoração de Krishna.
- Vinaya Patrika  da Tulsidas
- Sur Sagar  por Surdas[3] *  Buddha Charit  por Acharya Ram Chandra Shukla * Poesia sufi de Amir Khusro * Elogios de Kavi Bhushan *  Vrind Satsai  por Vrind (1643 - 1723), poeta da corte do governante de Kishangarh[4]

## Frases básicas Brij Bhasha
| Brij Bhasha                                                  | Português                       |
| ------------------------------------------------------------ | ------------------------------- |
| Kahan jaye rayo ele é lallu / lalli?                         | Onde você vai?                  |
| kaa kar rao he (para homem), kaha kar rai hai (para mulher)? | O que você está fazendo?        |
| tero naam kaa hai?                                           | Qual é o seu nome?              |
| kaa khayo?                                                   | O que você comeu?               |
| kaa ho rayo hai?                                             | O que está acontecendo?         |
| moye na pato.                                                | Eu não sei.                     |
| toye kaa dikkat hai?                                         | Qual é o seu problema?          |
| kaha koye re tu?                                             | Qual é o nome do seu lugar?     |
| Ghar kon-kon hai re?                                         | Quem esta em casa               |
| tero ghar kahan hain?                                        | Onde fica sua casa?             |
| Roti khaay layi kaa?                                         | Teve sua refeição?              |
| kaah haal-chal hai?                                          | Como você está?                 |
| batayo toh                                                   | Eu te disse.                    |
| je lali meri hai.                                            | Ela é minha filha.              |
| je humaro lalla hai                                          | Ele é meu filho.                |
| tu kab awego?                                                | Quando você virá?               |
| Tero hi baat dekharo.                                        | Eu estava esperando por você.   |
| Tero byah hai go kaah?                                       | Você é casado?                  |
| Kahan koon / kit koon jaro hai?                              | Para qual lugar você está indo? |
| nyah aa.                                                     | Venha aqui.                     |
| humilde hanji                                                | Sim / não ambos com expressão   |
| chalo chalo                                                  | vamos mover                     |
| chup hai ja                                                  | silencioso                      |
| Não diyo nek so                                              | Dê-me um pouco de sal           |
| mero jore nai                                                | Eu não tenho                    |
| je bus kitau ja rai hai?                                     | Para onde esse ônibus vai?      |
| jyada mat bol                                                | não fale muito                  |
| itaku aa                                                     | venha aqui                      |
| pallanku haija                                               | vai para aquele lado            |
| khano khay le                                                | comer                           |
| nek moye diyo                                                | me dê um pouco                  |
| jame namak zyada hai                                         | há muito sal nisso              |

## Amostra de texto
Atos 5:29
लोगन की आज्ञा ते बढ़िकें परमेस्वर की आज्ञा कौ पालन करबाई हमारौ कर्तव्य है।
Transliteração
logan kī āgyā te baṛhikeṅ parmesvar kī āgyā kau pālan karbāī hamārau kartavya hai.
Português
Então Pedro e os outros apóstolos responderam e disseram: Devemos a obedecer a Deus antes que aos homens.